# Třída Novara
Třída Novara byla třídou lehkých křižníků (rapidkreutzer) Rakousko-uherského námořnictva, která se účastnila bojů první světové války. Této kategorii lodí, které nahradily dřívější chráněné křižníky, se také říkalo rychlé, průzkumné či předzvědné křižníky a kromě průzkumu sloužily často i jako vůdčí lodě torpédoborců. Jejich výhodou byla vysoká rychlost, která jim umožňovala operovat metodou „udeř a uteč“, nevýhodou byla naopak jejich slabá výzbroj a pancéřování.

## Vývoj
První Rakousko-Uherskou lodí této kategorie byl křižník SMS Admiral Spaun, jehož kýl byl založen v roce 1908. V roce 1911 byly uvolněny prostředky na stavbu další trojice vylepšených lodí pojmenovaných SMS Saida, SMS Helgoland a SMS Novara. Saida byla objednána v loděnici Cantiere Navale Triestino v Monfalcone, zatímco lodě Helgoland a Novara měla postavit loděnice Ganz & Company Danubius v Rijece (které však se stavbou tak velkých lodí neměly zkušenosti).
V době vypuknutí první světové války byla Saida téměř dokončena a 1. srpna 1914 vstoupila do služby. Helgoland a Novara byly odvlečeny do Puly a zde dokončeny v srpnu 1914, v lednu 1915 v případě Novary.

## Konstrukce

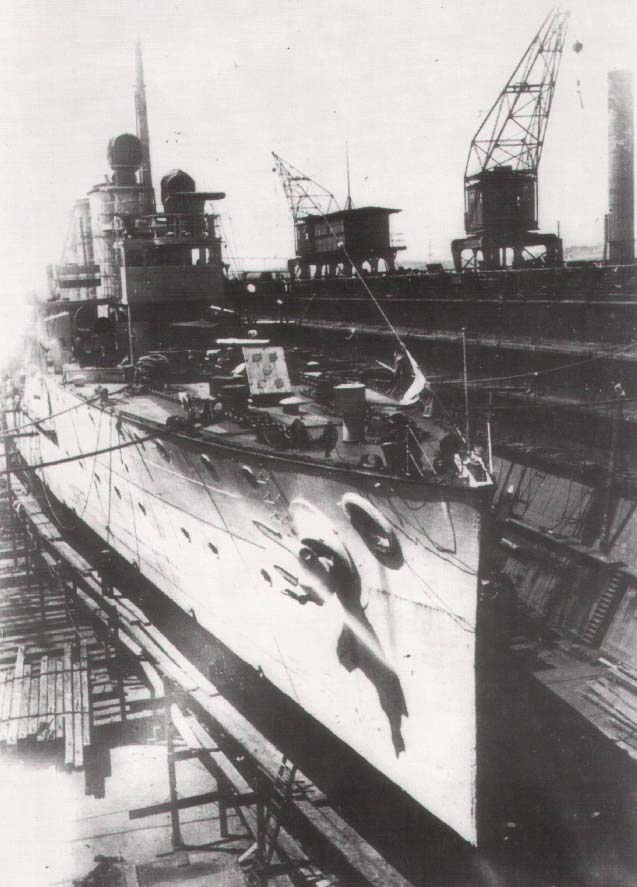
Novara při spuštění na vodu

Hlavní výzbroj tvořilo devět kanónů Škoda 100 mm/d ráže 100 mm o délce hlavně 50 ráží, které vyrobila Škoda Plzeň a tvořily ve své kategorii světovou špičku. Ty doplňovaly tři dvojité torpédomety s torpédy ráže 450 mm. Dva byly po stranách třetího a čtvrtého komínu a poslední byl na samé zádi lodi. V roce 1916 přibyl protiletadlový kanón ráže 66 mm. Přes nespornou kvalitu použitých kanónů se uvažovalo o posílení výzbroje lodí (přezbrojením buď kombinací 2× 150 mm a 4× 100 mm, nebo 6× 120 mm), k čemuž ale nakonec nedošlo. Pancéřová ochrana byla slabá, boky měly sílu maximálně 60 mm a paluba 20 mm.
Pohonný systém lodí třídy Novara tvořilo 16 kotlů Yarrow a 6 parních turbín, které roztáčely dva šrouby o průměru 3,3 m. Helgoland, Novara měly turbíny AEG o výkonu 29 000 hp, zatímco pomalejší Saida měla slabší turbíny typu Melms-Pfenninger. Křižníky měly čtyři komíny.

## Bojové nasazení
Přestože hlavní síly Rakousko-uherského námořnictva strávily většinu války poměrně pasivně na svých základnách, menší plavidla, především křižníky, torpédoborce, torpédovky a ponorky byly velice aktivní. To se týkalo i třídy Novara, jejíž lodě byly společně s nejmodernějšími torpédoborci třídy Tátra, nasazovány do nejdůležitějších akcí.

### Počátek války
Zpočátku se lodě podílely na blokádě černohorských přístavů. Když v oblasti začala operovat silná francouzská flotila a vznikla blokáda Otrantské úžiny, snažily se jí lodě Rakousko-uherského námořnictva opakovaně napadnout. Další akcí, jež se tentokrát zúčastnil pouze Helgoland a několik menších lodí, bylo pronásledování francouzského pancéřového křižníku Jules Michelet v noci z 21. na 22. prosince 1914. Francouzský křižník do oblasti o několik dnů dříve dovlekl francouzskou ponorku Curie, která se neúspěšně pokusila proniknout do Puly. Helgolandu se však křižník nepodařilo nalézt.
Když začala invaze do Dardanel, poslali Němci do Rakouska rozložené ponorky UB7 a UB8, které se poté vydaly do oblasti napadnout lodě Dohody. Na cestě je pro ušetření paliva vlekla Rakousko-uherská plavidla. UB8 vlekla Novara, vybavená falešnými nástavbami. Vlek musela přerušit až 6. května daleko za úžinou. UB7 později odvlekl torpédoborec.

### Útoky na italské pobřeží

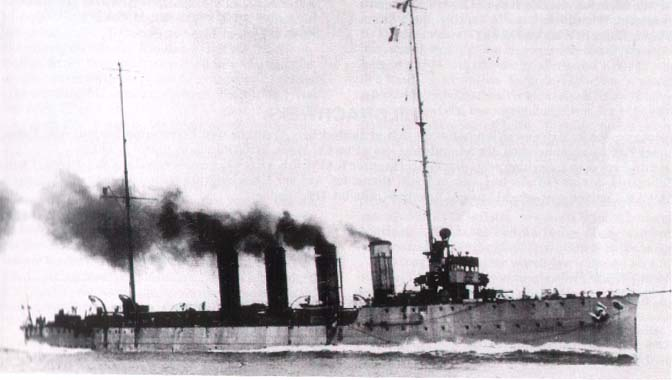
Helgoland

Hned druhý den po vstupu Itálie do války 24. května 1915, podniklo Rakousko-Uherské námořnictvo velký útok na italské pobřeží. Toho se účastnily všechny čtyři rychlé křižníky, které zejména chránily jádro flotily útočící na přístav Ancona. Novara podporovala průnik torpédoborce Scharfschütze do nitra přístavu, přičemž byla palbou pobřežních baterií lehce poškozena (6 mrtvých, 10 raněných). Admiral Spaun odstřeloval města Termoli a Campomarino a Helgoland město Barletta, přičemž se také dostal do boje s dvěma torpédoborci z nichž Turbine ve spolupráci s několika vlastními torpédoborci potopil. Po přiblížení křižníků Libia a pomocného křižníku Citta di Siracusa se Rakousko-uherské lodě stáhly z bojiště.
Útoky na italské pobřeží i nadále pokračovaly. V noci ze 17. na 18. června 1915 kryly Helgoland a Saida s 8 torpédoborci a torpédovkami pancéřový křižník SMS Sankt Georg a starý křižník SMS Szigetvár ostřelující Rimini a další cíle. Novara a Admiral Spaun s doprovodem v té době operovaly v oblasti Benátek. Dne 23. července napadly Novara a Saida s doprovodem znovu italské pobřeží, přičemž o čtyři dny později je v oblasti Ancony vystřídaly Helgoland a Admiral Spaun.
Když Italové 11. července 1915 obsadili malé rakouské souostroví Palagruža, nacházející se pouhých 30 mil od italského pobřeží, rakousko-uherské křižníky ostrovy opakovaně (28. července, 17. srpna a 9. září) ostřelovaly, dokud je Italové neopustili.

### Srbská kapitulace
Po porážce Srbska se Rakousko-uherské námořnictvo, přes velikou nepřátelskou přesilu, pokoušelo narušovat evakuaci zbytků srbských vojsk, které musely být z Balkánu evakuovány. Těchto útoků se účastnil Admiral Spaun i tři jednotky třídy Novara. Úspěchem byl útok na Shengjin z noci ze 4. na 5. prosinec 1915, kdy Novara a sedm menších lodí našly přístav plný transportních lodí a plachetnic z nichž 8 potopily a 11 poškodily.
Dne 29. prosince 1915 takový nájezd vedl k bitvě u Drače – nebezpečnému střetu se silami Dohody. Helgoland a pět torpédoborců třídy Tátra napadly přístav Drač. Po cestě potopily francouzskou ponorku Monge, ovšem přístav byl prázdný. Během boje s pobřežní baterií najely Lika a Triglav na minu. První se potopil, druhý byl vzat do vleku. Po cestě zpět potkaly rakouské lodě silný svaz lodí Dohody, který se v oblasti shodou okolností pohyboval. Tvořily ho britské lehké křižníky HMS Dartmouth, HMS Weymouth, italské křižníky Quarto a Nino Bixio, pět francouzských a čtyři italské torpédoborce. Triglav musel být potopen a poté se Rakušané snažili uniknout z dosahu dohodových plavidel, která měla drtivou převahu, což se jim podařilo až po setmění. Helgoland byl v boji pětkrát zasažen (2 mrtví a více než 10 raněných).

### Bitva v Otrantské úžině

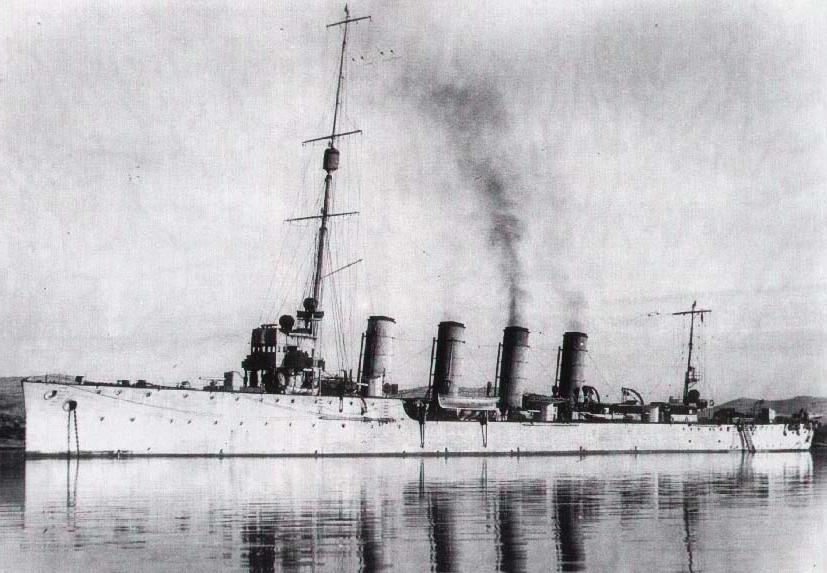
Saida

V noci ze 14. na 15. května 1915 napadly protiponorkovou blokádu Otrantské úžiny křižníky Helgoland, Novara a Saida. Další skupina, tvořená torpédoborci SMS Csepel a SMS Balaton mezitím poblíž Valony zničily italský konvoj (potopily torpédoborec Borea a tři parníky). Křižníky, plující samostatně potopily 14 trawlerů a řadu dalších poškodily, přičemž bariéra byla na několik týdnů narušena. Poté se spojily a začaly se z oblasti vzdalovat. Po cestě však narazily na spojenecký svaz tvořený křižníky HMS Dartmouth, HMS Bristol a čtyřmi torpédoborci (torpédoborec Aquila už předtím vyřadily rakouské torpédoborce), který pronásledoval Csepel a Balaton. I tentokrát však lodě Dohody promarnily šanci využít své výrazné převahy. Přestože Novara musela být pro poškození vzata Saidou do vleku, v nejkritičtějším okamžiku se na obzoru ukázal pancéřový křižník Sankt Georg s šesti torpédovými plavidly a bojácný italský velitel nedlouho poté vyklidil bojiště. Rakouské lodě se v pořádku vrátily na základnu (ztráty činily 15 mrtvých a 31 raněných), zatímco britský křižník Dartmouth během návratu těžce poškodila ponorka U89 na jejíchž minách se navíc potopil francouzský torpédoborec Boutefeu.
V následujícím období Rakousko-uherské křižníky podnikly několik akcí proti blokádě úžiny, ostřelování italského pobřeží či podporovaly Rakousko-uherské pozemní jednotky.

### Vzpoura v boce Kotorské
V době vzpoury v boce Kotorské, která trvala tři dny a zúčastnilo se jí na 40 lodí, se v přístavu nacházely také křižníky Helgoland a Novara. První se přidal na stranu vzbouřenců, druhý byl po celou dobu vzpoury pod kontrolou svého velitele, který jen na oko vyvěsil rudou vlajku a později s křižníkem i přes nebezpečí konfrontace kotviště opustil, čímž přispěl k rozkladu vzpoury.

### Zrušený útok na Otrantskou úžinu
V roce 1918 se nový velitel Rakousko-uherského námořnictva Miklós Horthy rozhodl velkou akcí napadnout dohodovou blokádu Otrantské úžiny. Samotný útok měly provést právě Rakousko-uherské rychlé křižníky s doprovodem torpédoborců a torpédovek, přičemž jejich akci měly krýt všechny hlavní síly loďstva, včetně sedmi bitevních lodí (nasazeny byly všechny čtyři dreadnoughty třídy Tegetthoff. Na samém začátku akce však italské torpédové čluny MAS úspěšně torpédovaly a potopily dreadnought SMS Szent István, který byl součástí jednoho z uskupení, přesouvajících se z Puly do boky Kotorské. Operace byla poté zrušena.

### Po skončení války
Po skončení války si křižníky rozdělily státy Dohody. Británii připadl Admiral Spaun, který byl v roce 1920 sešrotován. Helgoland připadl Itálii, která ho pod jménem Brindisi používala až do roku 1929. Pak byl užíván jako ubytovací loď. Saida připadla rovněž Itálii, do roku 1930 ji pod jménem Venezia používalo italské námořnictvo. Obě lodě byly v roce 1939 sešrotovány. Novaru získala Francie a pod jménem Thionville ji používala jako školní ve svém námořnictvu. Sešrotována byla v roce 1941.